# Педру ди Машкареньяш
Педру ди Машкареньяш (порт. Pedro de Mascarenhas; 1470 — 23 июня 1555, Гоа) — португальский мореплаватель и политический деятель, шестой вице-король Португальской Индии (1554—1555).
Наиболее известен тем, что первым из европейцев открыл Маврикий в 1512 году и Реюньон 9 февраля 1513 года; также ему приписывается открытие острова Диего-Гарсия (хотя, возможно, некоторые из этих островов были открыты ранее Диогу Диашем или Афонсу ди Албукерки). Позже, в 1528 году, португальский мореплаватель Диогу Родригеш открыл остров Родригес, который назвал в свою честь, а весь архипелаг из трех островов (Маврикий, Реюньон и Родригес) — Маскаренскими в честь Педру ди Машкареньяша.
В 1525—1526 гг Машкареньяш служил капитан-майором в Малакке, в 1554 был назначен на пост вице-короля Португальской Индии и исполнял свои обязанности на этом посту вплоть до своей смерти в 1555 году. Его преемником стал Франсишку Баррету.